# Chinatown (Los Angeles)
Pour les articles homonymes, voir Chinatown.
Chinatown est le principal quartier chinois de la ville de Los Angeles, dans l'État de Californie, aux États-Unis.

## Présentation
Los Angeles possède un quartier chinois historique très touristique sur Broadway Avenue, au nord-est de Los Angeles. Nombre de Vietnamiens et Cambodgiens d'ethnicité chinoise possèdent plusieurs entreprises dans ce quartier, y compris des bazars, de restaurants et des magasins. Il existe des quartiers nouveaux et plus modernes prospères où la concentration de la communauté chinoise est importante dans les banlieues de Los Angeles de Monterey Park, Alhambra, San Gabriel, et Rowland Heights, où beaucoup d'immigrés taïwanais plus aisés ont élu domicile.